# Європа регіонів
Європа регіонів (англ. Europe of regions) — термін, що означає концепцію, яка цілковито протистоїть централістичній концепції творення загальноєвропейських інституцій і передбачає активну участь регіонів країн Європи у владних функціях Євросоюзу.

## Історія
Значне зростання регіоналізму та децентралізаційних тенденцій було характерне для 1980-х рр. Особливо активними на європейському рівні були федеральні землі Німеччини й автономні провінції Іспанії. 1985 року, напередодні фундаментальних змін в Європейській Спільноті, окремі регіони з власної ініціативи об'єдналися й створили Асамблею європейських регіонів — пан'європейський орган, що прагнув до формалізації своєї участі у справах ЄС. Та Асамблея виявилась завеликою і громіздкою, а деякі регіони в її складі навіть не входили до Європейської Спільноти. Натомість Договір про ЄС передбачив створення  Комітету регіонів як дорадчого органу.